# Istituto tecnico agrario statale Giuseppe Pastori
L'istituto statale tecnico agrario "Giuseppe Pastori" di Brescia è uno tra i più antichi istituti nel bresciano, dedicato a Giuseppe Pastori (1814-1885), fondatore per lascito dell'Istituto.

## Storia
L'origine dell'Istituto è dovuta ad alcuni esponenti del mondo economico bresciano che, impegnati nel rinnovamento dell'agricoltura locale entrata in crisi dopo l'Unità d'Italia, decisero di fondare una scuola capace di preparare tecnicamente i giovani ad un'agricoltura nuova fornendo loro una base teorica; i nomi di questi sessantanove "benemeriti cittadini" sono ricordati con una lapide nel cortile dell'Istituto.
Le prime lezioni furono impartite, nell'inverno 1875-76, a cinque allievi in due locali sotto la bigattiera del podere della vecchia Villa Brusaferri che, adattata allo scopo, è rimasta da allora la sede della scuola.
Nel 1876 venne approvato lo statuto della "Scuola teorico-pratica di agricoltura della Bornata" il cui scopo principale era quello "di preparare giovani atti a dirigere la coltivazione dei fondi rurali, abili agricoltori, agenti o fattori di campagna, con speciale riguardo ai bisogni della provincia di Brescia".
L'anno seguente, nel gennaio del 1877, si ebbe la nascita ufficiale della scuola con l'adozione di un regolamento proprio e la cui sede era, con ogni probabilità, la Cascina Gerello annessa a Villa Barboglio.
L'8 gennaio di quell'anno cominciarono le lezioni con quattro iscritti.
Nel 1882, con R.D. 15.1.1882 n. 603, la "Scuola teorico-pratica di agricoltura della Bornata" venne trasformata in "Scuola Pratica di Agricoltura" e il 15 settembre 1885 assunse la denominazione di "Scuola Regia di Agricoltura in Brescia"; infine, il 22 ottobre 1889, con R.D. n. 6520, assunse il nome di "Regia Scuola pratica di Agricoltura Giuseppe Pastori" a seguito del testamento di questi datato 8 marzo 1885.
Nel 1890 l'amministrazione provinciale acquistò Villa Barboglio e l'annesso podere, assegnandoli alla Scuola.
A seguito delle diverse riforme della scuola, nel 1923 assunse dapprima il nome di "Regia Scuola Media Agraria" (R.D. 30.12.1923 n. 1923) e, nel 1931, quello di "Regio Istituto Tecnico Agrario Giuseppe Pastori", il cui corso di studi venne elevato da tre a cinque anni, e così è rimasto fino al giorno d'oggi con l'aggiunta di un sesto anno di specializzazione "enotecnico" facoltativo.

## Cappella

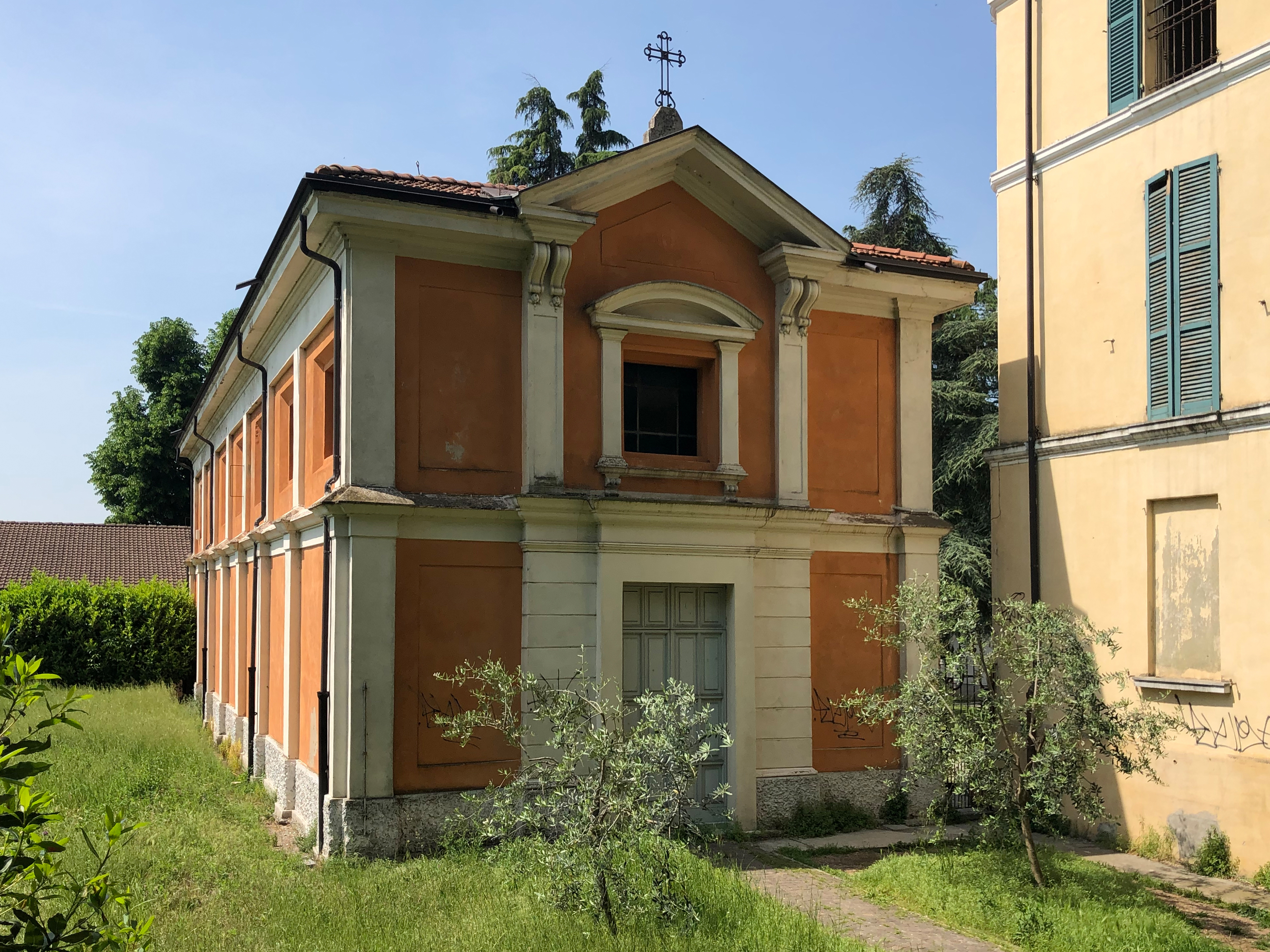
La cappella dell'Istituto, facciata nord.

Il lato est dell'edificio è chiuso da una cappella progettata dall'ingegnere Giovanni Tagliaferri ed edificata nel 1906, ora utilizzata come aula magna.

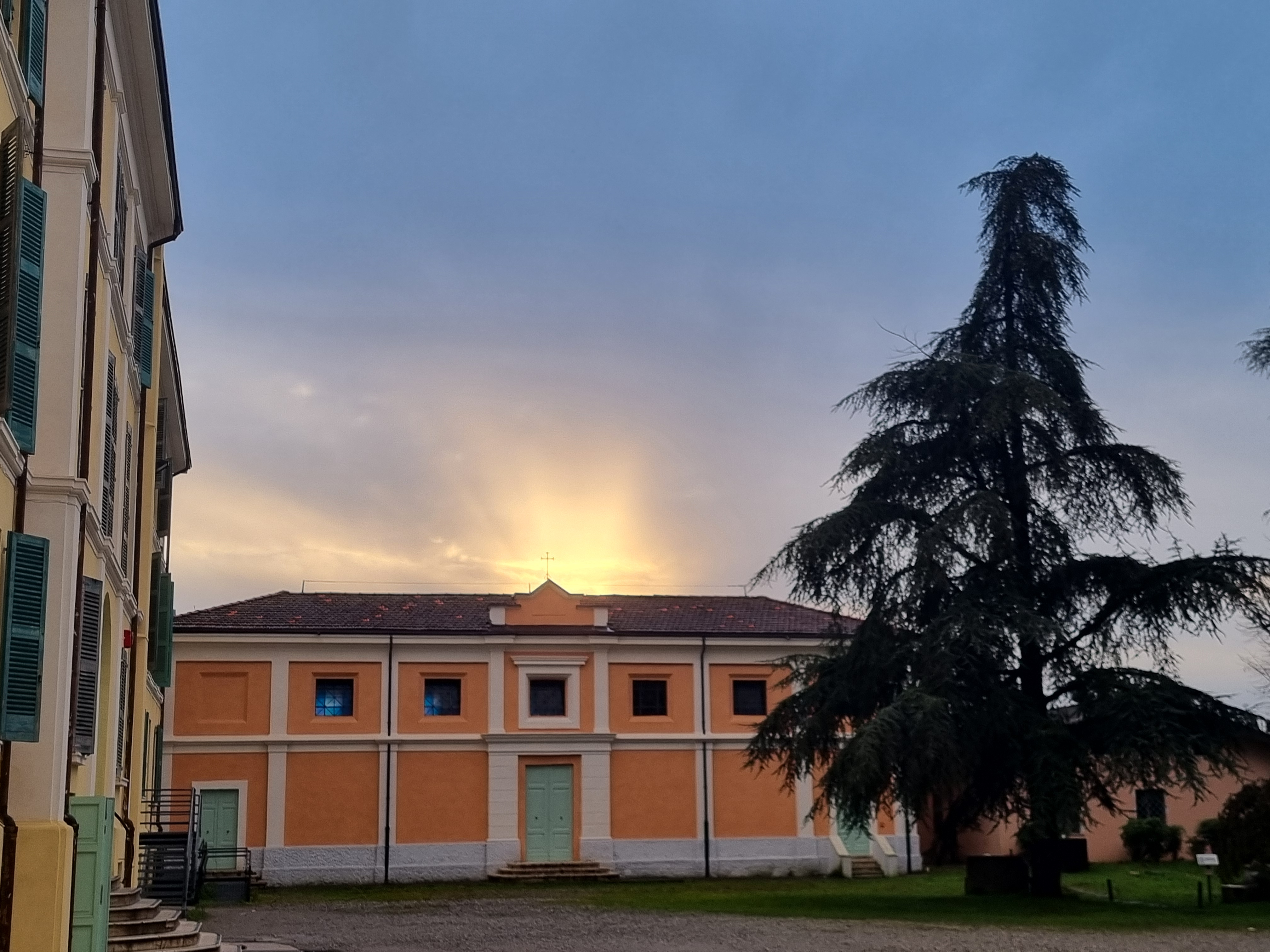
Vista della facciata ovest della cappella all'alba.

## Azienda agraria
L'Istituto Pastori, oltre a essere una scuola, è anche un'azienda agraria con vendita diretta, comprendente i settori allevamenti, serra e vigneto e cantina, che fungono da laboratori didattici in cui le studentesse e gli studenti possono svolgere esercitazioni pratiche.

## Voci correlate

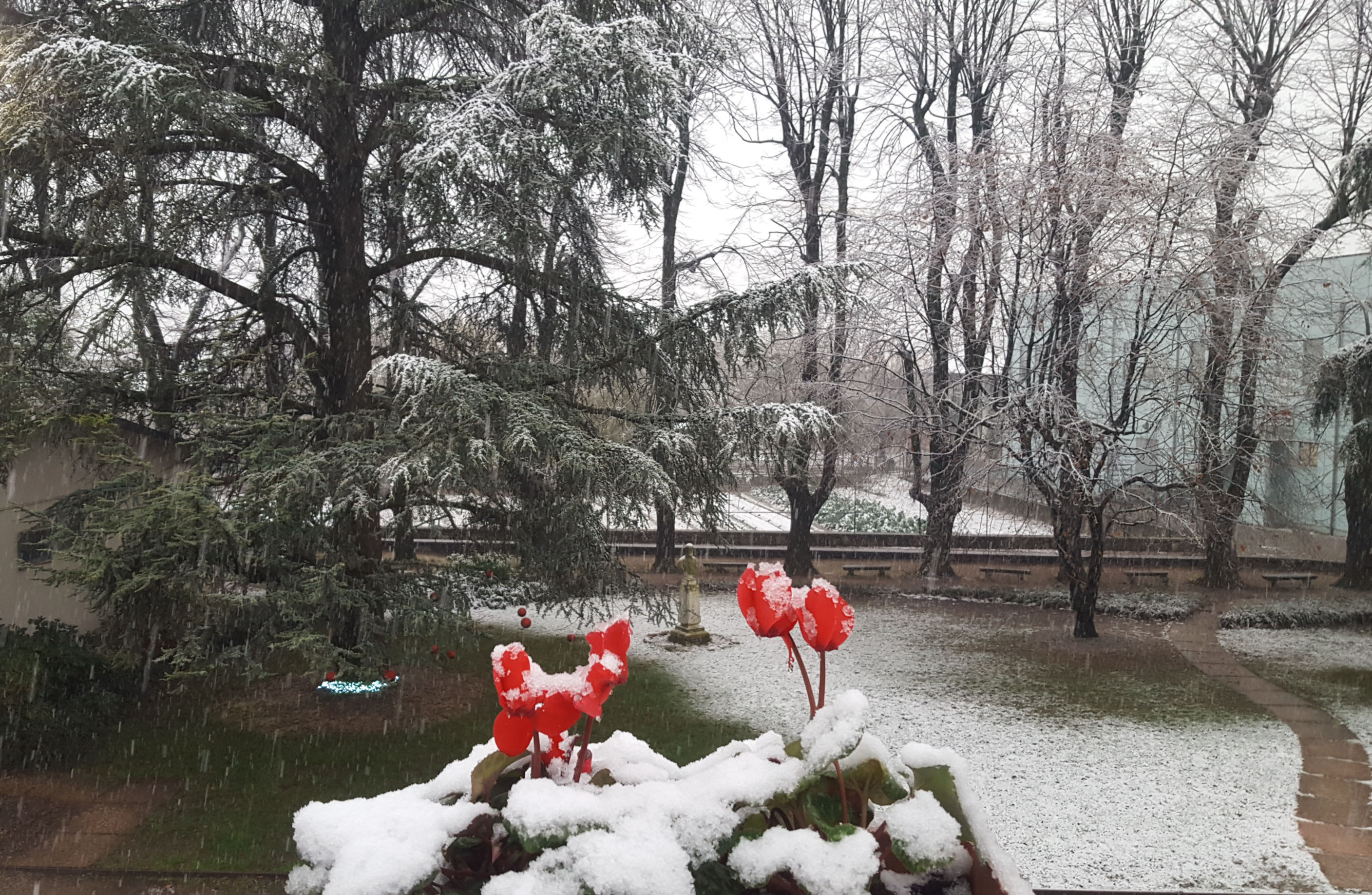
Vista del cortile con il busto di Giuseppe Pastori.